# David Pasquesi
David Pasquesi (23 de diciembre de 1960 en Chicago) es un actor y comediante estadounidense. Algunos de sus créditos en pantalla incluyen producciones como Groundhog Day, Curb Your Enthusiasm, Return to Me y The Ice Harvest.

## Filmografía

### Cine
| Año  | Filme                             | Rol                   | Notas         |
| ---- | --------------------------------- | --------------------- | ------------- |
| 1987 | Light of Day                      |                       |               |
| 1991 | Father of the Bride               | Henck                 |               |
| 1993 | Groundhog Day                     | Psiquiatra            |               |
| 1993 | The Fugitive                      | Periodista            |               |
| 1994 | Natural Born Killers              | Hombre de la cámara   | No acreditado |
| 1994 | The Puppet Masters                | Vargas                |               |
| 1995 | Stuart Saves His Family           | Tollefson             |               |
| 1998 | Temporary Girl                    | Paul                  |               |
| 2000 | Return to Me                      | Tony                  |               |
| 2000 | Juego asesino                     | Agente del FBI Norton |               |
| 2004 | Employee of the Month             | Kyle Lacopa           |               |
| 2005 | The Ice Harvest                   | Williams              |               |
| 2005 | Strangers with Candy              | Stew                  |               |
| 2006 | I Want Someone to Eat Cheese With | Luca Giancarlo        |               |
| 2009 | Year One                          | Primer ministro       |               |
| 2009 | Angels & Demons                   | Claudio Vincenzi      |               |
| 2011 | Close Quarters                    | Cary                  |               |
| 2013 | Hell Baby                         | Cardenal Vicente      |               |
| 2015 | This Isn't Funny                  | Christoffer Anderson  |               |

### Televisión
- Dream On - Alex (1991)
- The Untouchables - Profesor (1993)
- The Shaggy Dog - Oficial Hanson (1994)
- Common Law - Henry Beckett (1996)
- Early Edition - Orville (1998)
- Strangers with Candy - Stew (1999-2000)
- Undeclared - Profesor Beyser (2003)
- Curb Your Enthusiasm - Dr. Blore (2002)
- According to Jim - Dave (2005)
- Factory - Smitty (2008)
- Boss - Boss (2011-2012)
- The Mob Doctor - Dr. Ian Fanagan
- Veep - Andrew (2013-2016)
- Chicago Fire - Macauley (2013)
- Easy - Dave (2016)
- El libro de Boba Fett (2021-¿?)
- She-Hulk: Attorney at Law - Craig Hollis/Sr. Immortal (2022)